# ドラッグ・カルチャー
ドラッグ・カルチャーとは、快楽や幻覚をもたらすドラッグに関わるサブカルチャーの総称である。主にアメリカ合衆国のサンフランシスコ・ベイエリアを中心に発展し、ドラッグ使用による多幸感の獲得や創造性の発揮、宗教的な高みに近づくことなどを目的とした。
カウンタカルチャー・ムーブメントでは、ドラッグ・カルチャーが強く押し進められた。

## 概要
50年代以降のアメリカのサブカルチャーは、時代に応じて以下のように特定のドラッグと結びついていた。

### 例
- ジャズ、ビート文化（50年代）→大麻、阿片類
- サイケデリック文化（60年代）→LSD などの幻覚剤
- ヤッピー文化（70-80 年代）→コカイン
- ギャングスタ文化（80年代）→クラック
- レイブ文化（90 年代）→エクスタシー

1978年には、ハイ・タイムズより『High Times Encyclopedia of Recreational Drugs』が発刊されている。